# Złota Góra (Pojezierze Kaszubskie)
Złota Góra (kaszub. Złotô Góra) – wzniesienie o wysokości 235,1 m n.p.m. w paśmie morenowych Wzgórz Szymbarskich. Przy skrzyżowaniu dróg przed Brodnicą Górną znajduje się pomnik Bojowników Ruchu Oporu, a także punkt widokowy Złota Góra, przez który przebiega Droga Kaszubska i droga wojewódzka nr 228.
U podnóża Złotej Góry odbywa się corocznie w pierwszą niedzielę lipca festyn kaszubski, święto truskawki, zwany także Truskawkobraniem.
Truskawkobranie jest największą imprezą plenerowa na Kaszubach i corocznie wzrasta liczba jego uczestników liczona w dziesiątkach tysięcy. O popularności tego święta świadczy również fakt, że w ciągu jednego dnia w 2005 r. sprzedano tam prawie dwie tony truskawek.

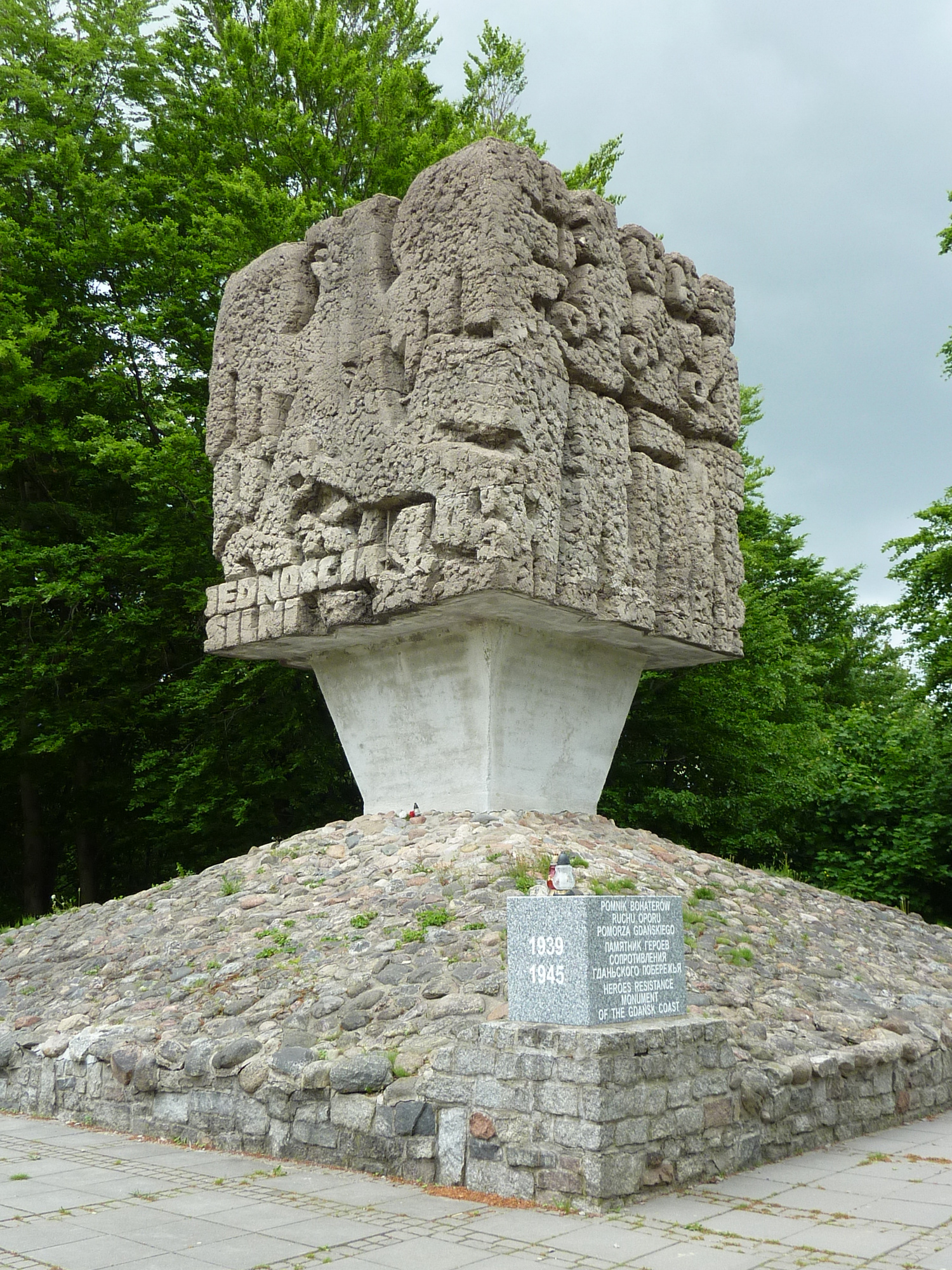
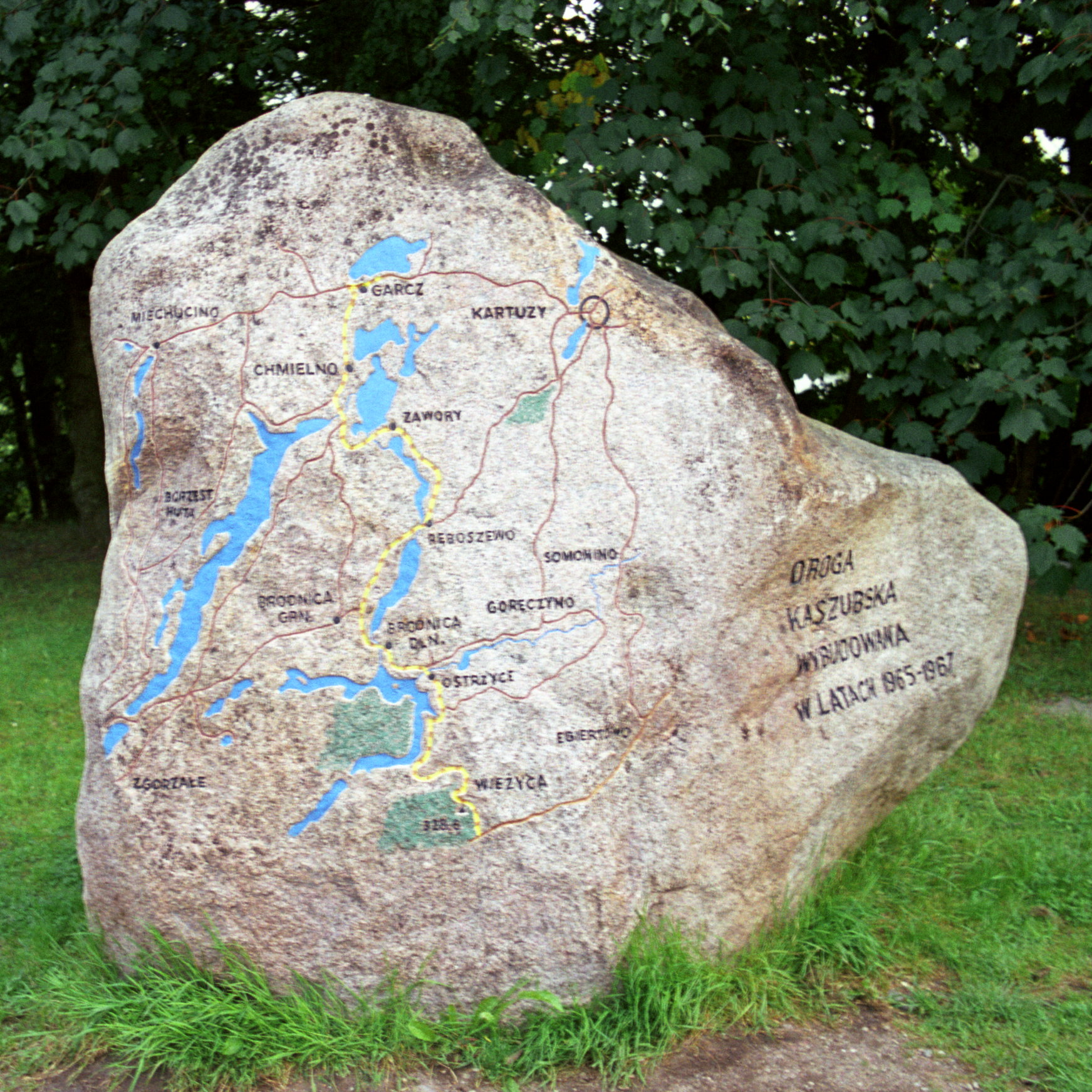
Głaz narzutowy upamiętniający budowę Drogi Kaszubskiej